# Expo 2016 Antalya
Die Expo 2016 Antalya war eine internationale Gartenbauausstellung, die vom 23. April bis zum 30. Oktober 2016 in Antalya in der Türkei stattfand. Als von der BIE anerkannte und von der AIPH in der Kategorie A1 klassifizierte Ausstellung folgte sie der Floriade 2012 in Venlo in den Niederlanden. Das offizielle Thema der Expo 2016 lautete: „Blumen und Kinder“ und das Motto der Ausstellung: „Eine grüne Welt für kommende Generationen“ (türkisch: „Gelecek Nesiller için Yeşil Bir Dünya“).

## Ausstellungsgelände

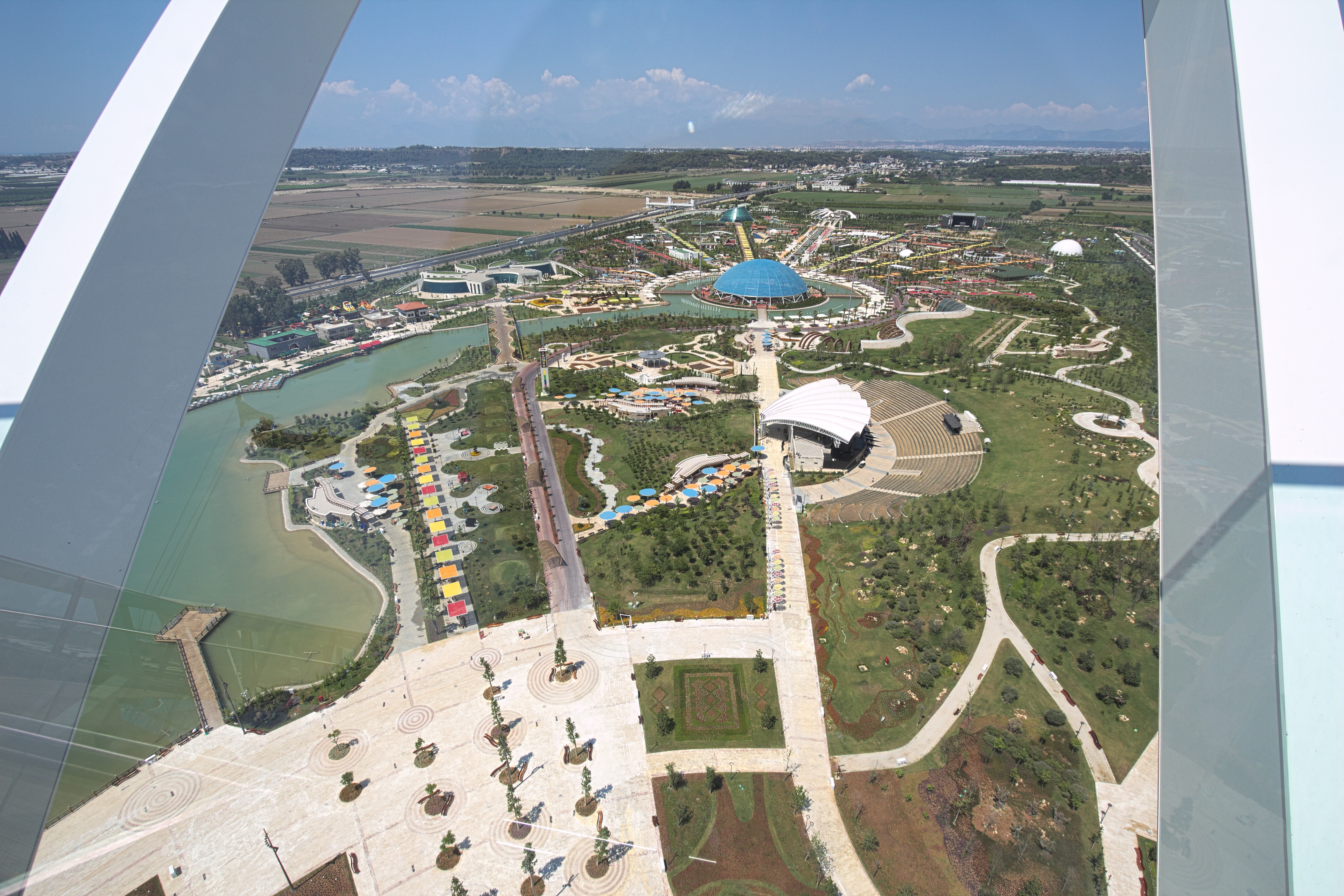
Blick vom Expo Tower auf den westlichen Teil des Ausstellungsgeländes

Das Ausstellungsgelände befand sich in Aksu, ca. 18 km nordöstlich des Stadtzentrums von Antalya und ca. 8 km nordöstlich vom Flughafen Antalya. Es erstreckte sich über eine Fläche von 112 Hektar.

### Expo Tower

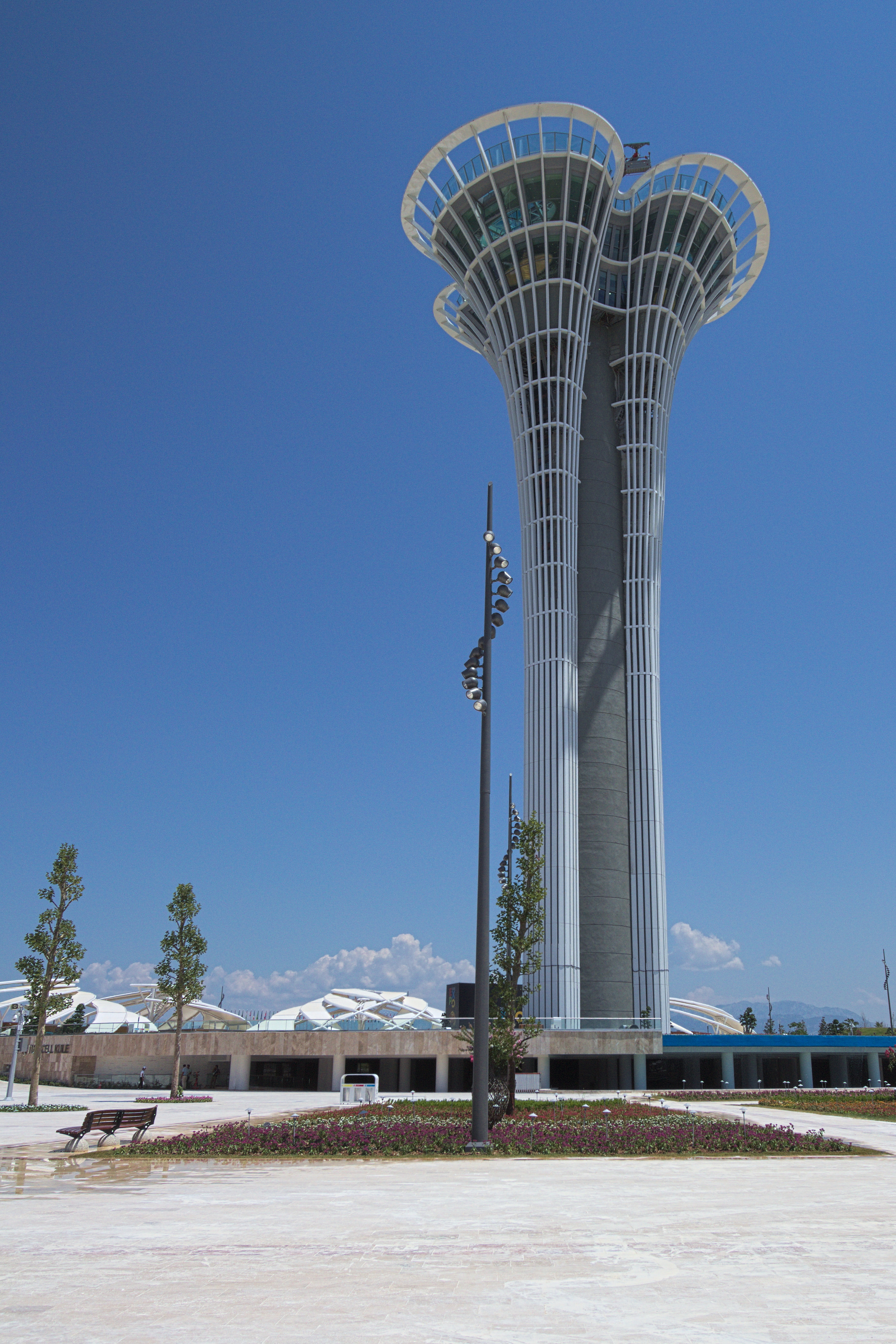
Expo Square und Turkcell Expo Tower

Als Wahrzeichen der Expo 2016 fungierte der Turkcell Expo Tower, ein 100,7 Meter hoher Aussichtsturm. Dieser Turm, entworfen von den Architekten Serdar Kızıltaş und Zeynep Melike Atay, war von der Form einer Palme mit drei gefächerten Blättern inspiriert und sollte eine Anspielung auf das Hadrianstor in Antalya darstellen, das aus drei Bögen besteht. Der Turm ist aus Stahlbeton und hat einen Durchmesser von 10,40 Meter an der Basis. Die 17 Stockwerke und die Aussichtsplattform können mit drei Aufzügen erreicht werden. Namensgebender Sponsor war der türkische Mobilfunkanbieter Turkcell.

### Museum für Landwirtschaft und Biodiversität
Dieser Teil der Ausstellung wurde vom Düngemittelhersteller Gübretaş unterstützt und zeigte in einem geführten Rundgang durch fünf Präsentationsräume einen Einblick in die Anfänge der Siedlungsgeschichte der Menschheit, die Urbarmachung des Bodens und die Züchtung von Pflanzen und Tieren für den Bedarf der Menschen sowie die Wichtigkeit der Erhaltung der Biodiversität. Er gab einen Ausblick auf die Zukunft der Landwirtschaft.

### Kids Science and Technology Center
Dieser von Turkish Airlines gesponserte Ausstellungsbereich beinhaltete verschiedene Simulatoren, Experimente und ein Planetarium. Sie wendete sich besonders an Kinder und Jugendliche, um ihnen auf spielerische und unterhaltsame Art und Weise grundlegendes Wissen von Naturwissenschaften wie Astronomie und Biologie zu vermitteln.

## Teilnehmende Nationen und Gebiete
Folgende Staaten und Gebiete waren mit einem Pavillon und/oder einem Schaugarten an der Expo 2016 vertreten:

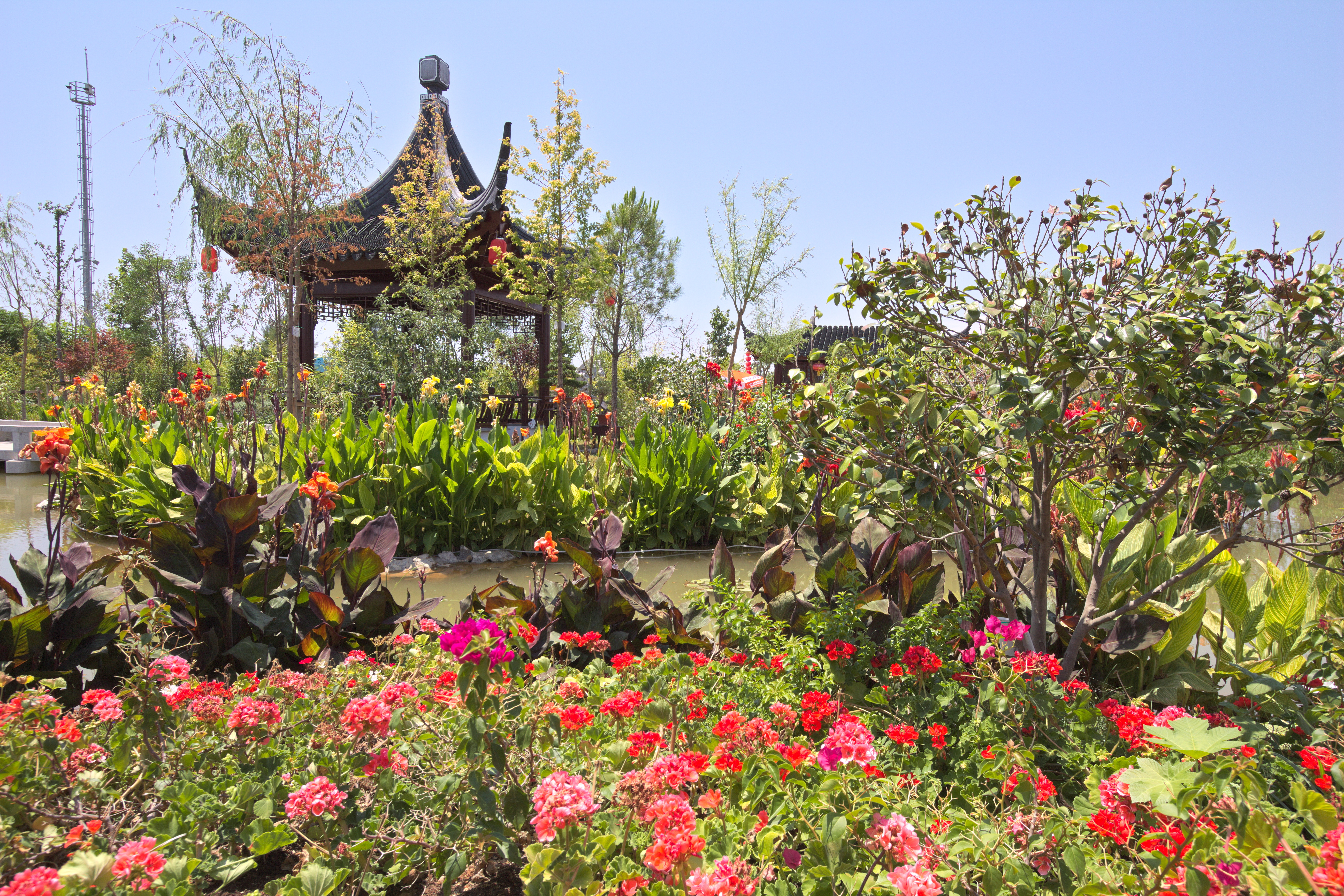
Chinesischer Garten

- Äthiopien
- Aserbaidschan
- Bangladesch
- Benin
- Bosnien und Herzegowina
- Bulgarien
- Burundi
- Volksrepublik ChinaChinesischer Garten
- Deutschland
- Eritrea
- Georgien
- Vereinigtes Königreich
- Ghana
- Guinea
- Hongkong
- Indien
- Italien
- Japan
- Jemen
- Kamerun
- Katar
- Kasachstan
- Kenia
- Komoren
- Demokratische Republik Kongo
- Kosovo
- Madagaskar
- Mauretanien
- Mexiko
- Moldau
- Myanmar
- Nepal
- Niederlande
- Niger
- Nordkorea
- Türkische Republik Nordzypern
- Pakistan
- Palästina
- Senegal
- Serbien
- Sierra Leone
- Simbabwe
- Singapur
- Somalia
- Sri Lanka
- Sudan
- Südafrika
- Südkorea
- Taipeh
- Tansania
- Thailand
- Turkmenistan
- Uganda
- Ukraine
- Ungarn